# Липовец (приток Ретычина)
Липове́ц (укр. Липовець) — река в Яворовском районе Львовской области, Украина. Правый приток реки Ретычин (бассейн Вислы).
Длина реки 12 км, площадь бассейна 53 км². Русло слабо извилистое, местами канализированное. Пойма в верхнем течении местами заболоченна. Построены несколько прудов.
Истоки расположены севернее села Липовец, на польско-украинской границе. Течёт сначала на юго-восток, после села Нагачев поворачивает на юго-запад. Впадает в Ретычин южнее села Кохановка.
Основной приток — Липка.